# 鬼籍通覧シリーズ
『鬼籍通覧シリーズ』（きせきつうらんシリーズ）は、椹野道流による日本のライトノベルシリーズ。講談社ノベルスで刊行されており、順次ホワイトハート（講談社）で文庫化されている他、2008年7月に第1巻の講談社文庫版も刊行。
第1巻の第1章にあたる「僕はそれがとても不思議だった」は、季刊誌『メフィスト』（講談社）1998年12月刊に掲載されている。
2020年6月現在、新書版8冊とホワイトハート版5冊、講談社文庫版8冊が刊行。ホワイトハート版のイラストは山田ユギ。新書判は7巻以降の表紙イラストはヤマシタトモコ。講談社文庫版の新装版と6巻以降の表紙イラストは二宮悦巳。

## あらすじ
4月2日、O医大の法医学教室に、見るからにロックやモデルでもやっていそうなビジュアル系の、風変わりな新入生がやってきた。彼の名は伊月 崇（いづき たかし）。医大卒業後、医者である叔父の知人が学長を務めるこのO医大の大学院入試を受け、入学してきたのである。
彼が所属することになったこの法医学教室は、人手が少なく、奇妙な川柳もどきの忠告が癖の、ひょろりとした壮年男性が教授を、一見学生にしか見えない女性がNo.2の助手を務め、「足掛け30年、3代の教授にお仕えしてきた」生き字引ともいえる技師長と少年の面影を残したような技術員、そして、幼げな容貌とはアンバランスな肢体を持つ女性秘書がいた……。（以上第1巻冒頭）

## 特徴的な点
- 各章の間に、登場人物数名の食事風景を描いた、「飯食う人々」と題したインターバルが挟まれており、そこでの会話が次の章に繋がっている。
- 文庫版（ホワイトハート）のみ、通常のあとがきに代えて登場人物数名（伊月・伏野・筧など）による座談会（大抵飲み会の様相である）が書き下ろされている。
- 書名が、伊月や伏野に対しての、都筑の忠告や呟きから取られており、表記が「○○の○」という形式に統一されている。（ただし『亡羊の嘆』のみ、事件に対しての龍村の感想である。）

## 主な登場人物
伊月 崇
O医大法医学教室の新人。肩まで伸ばした茶色い髪と、華やかな服装センスが特徴の美青年。入学当初は国家試験の結果がまだ出ておらず、医師ではなかった。負けず嫌いな性格だが、お化けや幽霊、怪談が苦手。しかし、自分の目で見たものは無条件に信じる主義。
父親は勤務医、母親は開業医という家庭で育ったため、幼い頃から鍵っ子だった。叔父も医師であり、医大卒業後、叔父の紹介を受ける形でO医大の大学院を受け、法医学教室に籍を置く。また、小学6年生になる直前に大阪から神戸へ引越し、その後東京へ引っ越したため、基本的に標準語で話す。
第1巻で小学5年生の時の同級生・筧兼継と再会する。その後、居候していた叔父の家に居づらさを感じていたことと、帰宅が遅く不規則になりがちな筧の家で子猫を飼い始めたことをきっかけに、筧のアパートに同居するようになる。
伏野ミチル（ふしの ミチル）
O医大法医学教室のNo.2。一見学生にも見える服装が多い、赤茶に染めたショートヘアの女性。伊月の直接の上司に当たる。兵庫県監察医務室で非常勤の監察医もやっている。第1巻、第2巻時点で30歳。
医師免許を取って6年目。同時期から解剖にも携わるが、鑑定医となったのは割と最近。母校にあまりいい思い出がなかったことからO医大法医学教室に来た。小学3年からの2年間、大学付近に住んでいたが、当時の友人の交通事故を目の前で目撃したため、子供や赤子が深いトラウマになっている。
自分が後輩の伊月に対して甘いことを自覚しており、教授と相談して、学会の同期で同じく兵庫県監察医務室に勤務する龍村に、週に1度（金曜日）伊月の指導を頼んだりする、頼れるお姉さんである。また、都筑などは「伊月と内面がそっくり」と評する。1人暮らしの女性専用のマンションに住んでいる。
通称「ミチルの法則」なる、法医学教室内でのジンクスのようなものがあり、かなりの確率で当たる（「新人が来たら一週間は解剖が続く」「似たような解剖が続く」「『暇だ』と口にすると、とたんに解剖が入る」など）。
教室内では唯一のWindowsユーザー。また、「教室内で何かなくなった時は、大抵教授室か彼女の机にある」と言われるほど、整理整頓が苦手。
都筑壮一（つづき そういち）
O医大法医学教室の教授。まだ40代と教授陣の中では比較的若い、飄々とした印象の男。体格は痩せぎすでひょろっとしており、度々「こけし」「役者絵のよう」と表現される。
奇妙な川柳もどきの警告や忠告が癖。教授室に書類も含めた様々なものを持ち込むが、ミチル同様整理することが苦手なようである。洞察力は高く、伊月やミチルが職務とは関わりのない部分にまで個人的に手を出していることなどもお見通しであることが多い。
たまに、怪事件に関わっているせいで帰宅が遅くなりがちな伏野や伊月に、ドーナツなどを差し入れとして残していくことがある。
筧兼継（かけい かねつぐ）
O医大法医学教室が司法解剖を担当する所轄署のひとつ・高槻署に勤務する新米刑事。ごわごわした髪を短く刈り上げており、笑うとセサミストリートのマペットのようになる、愛嬌のある顔立ちの青年。
伊月とは小学5年生の時の同級生で、いじめに耐えていた彼のかっこよさに惹かれ、押しかけ友達になったといういきさつを持つ。伊月と比べると大柄。
第3巻で、伊月、伏野とともに拾った雑種の子猫（伊月が「ししゃも」と名づける）を育てることになった。また、自宅であるアパートの部屋はもともと防犯に難があったが、「刑事さんが住むなら」と大家の好意で一部を改装してもらったらしい。
第4巻で「AW（アメイジング・ワールド）」というネットゲームをやっており、その中で使っているアバターの名前は｢ジョシュア｣（ちなみに伊月のアバターは「スカー｣）。
清田松司（きよた まつじ）
O医大法医学教室の技師長。「足掛け30年、3代の教授にお仕えしてきた」生き字引的な存在。
小柄なため、解剖時の写真撮影などを身軽にこなす。最年長の58歳。
森陽一郎（もり よういちろう）
O医大法医学教室技術員。まだ21歳だがDNA分析などの腕は確か。解剖時はおもにシュライバー（筆記）役。
料理・園芸・手芸という嫌味なまでに家庭的な趣味の持ち主で、手芸の腕は3人いる姉達から羨ましがられ、手伝わされることが多い。
住岡峯子（すみおか みねこ）
O医大法医学教室の秘書。通称「ネコちゃん」。26歳には見えない童顔とセクシーダイナマイツな肢体というアンバランスな女性。他の学部の関係者にも「法医のセクシーダイナマイツ」として通っている。
特徴的な「超音波ボイス」の持ち主で、語尾に「にゃ」をつけて喋る。
龍村泰彦（たつむら やすひこ）
3巻から登場。伏野の法医学会の同期。週に1度、伊月に行政解剖について現場で教えている。派手かつ奇抜な服装センスの巨漢である。
詳細は奇談シリーズを参照のこと。

## シリーズ一覧

### 講談社ノベルス
（7巻からの表紙イラストはヤマシタトモコ）
- 暁天の星
- 無明の闇
- 壷中の天
- 隻手の声
- 禅定の弓
- 亡羊の嘆
- 池魚の殃
- 南柯の夢

### ホワイトハート
（イラストは山田ユギ）
- 暁天の星
- 無明の闇
- 壷中の天
- 隻手の声
- 禅定の弓

### 講談社文庫
（新装版と6巻から表紙イラストは二宮悦巳）
- 暁天の星 / 新装版 暁天の星
- 無明の闇 / 新装版 無明の闇
- 壷中の天 / 新装版 壷中の天
- 隻手の声 / 新装版 隻手の声
- 禅定の弓 / 新装版 禅定の弓
- 亡羊の嘆
- 池魚の殃
- 南柯の夢